# Bateria principal

Ilustração em corte de uma torre de canhão Mark 7 calibre 16"/50 tripla. Três deles formaram a bateria principal da classe Iowa.

Uma bateria principal são os canhões primários ou grupo de armas em torno do qual um navio de guerra é projetado. Como tal, uma bateria principal era historicamente um canhão ou grupo de canhões posicionados nas laterais, como nos navios de linha. Mais tarde, passaram a ser grupos com torres de artilharia naval de grande calibre. Com a evolução da tecnologia, o termo passou a abranger mísseis guiados como a principal arma ofensiva de uma embarcação, implantado tanto em navios de superfície quanto em submarinos. Uma bateria principal apresenta peças comuns, munição e controle de tiro nas armas que a compõem.

## Descrição
Entre a era da vela e seus canhões e a era dreadnought de grandes encouraçados de ferro, os desdobramentos de armas dos navios de combate careciam de padronização, com uma variedade de artilharias navais de calibre e diâmetro mistos espalhados pelas embarcações. Os Dreadnoughts resolveram isso em favor de uma bateria principal de grandes canhões, apoiada por baterias secundárias em grande parte defensivas de canhões menores de forma padronizada, com estes canhões sendo ainda maiores em grandes navios de guerra, como encouraçados e cruzadores possuindo um tipo de bateria menor com funções terciárias. Como a superioridade aérea tornou-se muito importante no início da Segunda Guerra Mundial, o peso do costado caiu no esquecimento como o principal recurso de combate de uma embarcação. Baterias antiaéreas com dezenas de canhões de tiro rápido de pequeno calibre passaram a suplantar grandes canhões, mesmo em grandes navios de guerra designados para proteger forças-tarefa de porta-aviões rápidos. No mar, navios como contratorpedeiros, designados para proteção de comboios, essenciais no transporte do enorme estoque de materiais necessários para a guerra terrestre, principalmente no Teatro Europeu, passaram a depender cada vez mais de suas cargas de profundidade.
Os termos "bateria principal" e "bateria secundária" caíram em desuso após a Segunda Guerra Mundial, pois os navios agora eram projetados para transportar mísseis terra-ar eantinavio com maior alcance e ogivas mais pesadas do que seus canhões. Esses navios frequentemente se referiam aos canhões vestigiais simplesmente como bateria de canhões e aos mísseis como bateria de mísseis. Navios com mais de um tipo de míssil podem se referir às baterias pelo nome do míssil. O USS Chicago, por exemplo, tinha uma bateria Talos e uma bateria Tartar.

### Exemplos

Diagrama animado destacando as baterias principal (vermelha) e secundária (azul) do encouraçado.

Muitos navios na Segunda Guerra Mundial usaram canhões de dupla finalidade com a bateria secundária e os canhões mais pesados da bateria antiaérea para maior flexibilidade e economia. O encouraçado USS Washington tinha uma bateria principal de nove de canhões de 410 milímetros dispostos em três torres, duas à frente e uma à ré. A bateria secundária era composta por canhões de duplo propósito 127 milímetros, permitindo o uso contra outros navios e aeronaves. Uma bateria antiaérea dedicada era composta por canhões leves Bofors de quarenta milímetros ou canhões Oerlikon de vinte milímetros.